# Управление на стреса
Управлението на стреса е широк спектър от техники и психотерапии, насочени към контролиране на нивото на стреса и особено хроничния стрес, обикновено с цел подобряване на живота в ежедневието на хората. В този контекст, терминът „стрес“ се отнася само до стреса със значителни отрицателни последици или дистреса, който е използван в терминологията на Ханс Слий, а не това, което той нарича „еустрес“ или стрес, чиито последици са полезни.
Стресът се проявява в множество физически и психически симптоми, които могат да се различават в зависимост от ситуационните фактори, в които се намира всеки човек. Те могат да включват влошаване на здравето, а също така и депресия. Процесът за управление на стреса е обявен за един от ключовете към по-щастлив и успешен живот в съвременното общество. Въпреки че в живота се изправяме пред множество препятствия, с които справянето може да бъде много трудно, управлението на стреса предлага много начини за справяне с тревожността и за поддържане на цялостното здраве.
Въпреки че стресът често се смята за субективно преживяване, нивата на стрес са лесно измерими, като се използват различни физиологични тестове, подобни на тези, използвани в детектора на лъжата.
Има много практически техники за управление на стреса. Някои се използват от професионалисти в областта на здравеопазването, а други се използват за самопомощ. Те могат да помогнат на човек да намали нивото на стреса, да осигури чувство на контрол върху собствения си живот и да подобри общото си благосъстояние. Други намаляващи стреса методи включват добавяне на ежедневни физически упражнения, намиране на хоби, записване на мислите, чувствата и настроенията, както и споделяне с близък човек за това, което ви притеснява. Много е важно да се има предвид, че не всички методи работят еднакво за всички, така че изпробването на различни методи за справяне със стреса е от решаващо значение, за да се намери най-добрият. Като например ако двама души се возят на влакче в увеселителен парк, единият от тях може да вика, да се държи за предпазните пръчки, а другият може да се смее, докато държи ръцете си нагоре във въздуха. Това е пример за това как стресът влияе по различен начин, така че за всеки може да се наложи различен подход и лечение.
Оценката на ефективността на различните методи за управление на стреса може да бъде трудна, тъй като има ограничен брой изследвания по тази тема. Следователно, количеството и качеството на доказателствата за различните методи варира в широки граници. Някои се приемат като ефективно лечение в психотерапията, а други с по-малко доказателства се приемат като алтернативни методи на лечение. Много професионални организации разпространяват и обучават в традиционни или алтернативни лечения.
Има няколко модела на управление на стреса, всеки от които с различни обяснения и механизми за контролиране. Нужни са много повече изследвания, за да се осигури по-добро разбиране за това, какви механизми действително работят и са ефективни.

## Исторически основи
Уолтър Кеннон и Ханс Селие използвали изследвания с животни, които позволили да се определият ранните научни основи на изследване на стреса. Те измервали физиологичните реакции на животни на външни фактори, като топло и студено, продължително задържане на едно място и хирургически процедури, а след това изходили от тези изследвания, за да направят изводи и за човека.
Последващи проучвания на стрес в организма на човека, Ричард Рахе и други установили, че стресът е причинен от отделни, измерими стресори и още, че тези стресори могат да бъдат класирани според средната степен на стрес, която предизвикват (водещи до стресовата скала на Холмс и Рахе). Стресът е осмислен като резултат от външни негативни въздействия, които са извън контрола на хората. Въпреки това, се появиха твърдения, че външните обстоятелства нямат способност да предизвикват стрес, а вместо това, действието им се влияе от индивидуалните възприятия, възможности и разбирания на човек

### Трансакционен модел
Ричард Лазарус и Сюзън Фолкман предположили през 1981 г., че стресът може да се смята за резултат от „дисбаланс между нуждите и ресурсите“ или както се случва, когато „напрежението превишава способността на човек да се справя“. Управлението на стреса е разработено и се основава на идеята, че стресът не е пряк отговор на стресора, а по-скоро на неговите ресурси и способности да се справя с реакцията към стреса и това подлежи на промяна, като по този начин стресът може да бъде контролиран.
Сред многото стресови фактори, посочени от служители, най-често срещаните са:
- Конфликти в компанията
- Начинът, по който служителите се третират от техните шефове / надзорници или от компанията
- Липса на сигурност на работното място
- Политики на компанията
- Сътрудници, които не делят справедливо
- Неясни очаквания
- Лоша комуникация
- Няма достатъчно контрол върху заданията
- Неадекватно заплащане или обезщетения
- Неотложни крайни срокове
- Твърде много работа
- Дълги часове
- Неприятни физически условия
- Конфликти в отношенията
- Сътрудниците правят грешки по невнимание
- Справяне с груби клиенти
- Липса на сътрудничество
- Как компанията третира колегите
- [4]

За да се разработи ефективна програма за управление на стреса, първо трябва да разкрият факторите, които са най-важни за човека, за да може да контролира стреса и за да се определят методи за интервенция, които ефективно да въздействат на тези фактори. Интерпретацията на Лазар и Фолкман за стреса се фокусира върху отношенията между хората и външната среда (известна като Трансакционния модел). Този модел твърди, че стресът може да не е стресор, ако човек не приема стресора като заплаха, а по-скоро като нещо положително или дори като предизвикателство. Също така, ако човек притежава или може да използва адекватни умения за справяне, стресът може да не бъде резултат или да се развие в резултат на стресор. Моделът предполага, че хората могат да бъдат научени да управляват стреса и да се справят със своите стресори. Те могат да се научат да променят своята гледна точкапо този начин да придобият увереност, за да подобрят живота си и да се справят с всички видове стресови фактори.

## Техники
Много методи се борят с ежедневния стрес. Някои от следните начини спомагат за намаляване на обичайните нива на стрес, а други се справят със стресора на по-високо ниво:

### Превенция на стреса и жизненост
Въпреки че много от техниките са традиционно проектирани да се справят с последиците от стреса, значително изследване е проведено и за предотвратяването му, това е тясно свързано с психологическата устойчивост. Разработени са редица подходи за самопомощ, основавайки се на теорията и практиката на когнитивно-поведенческата терапия.

### Измерване на стреса
Нивото на стрес може да се измери. Един от начините е да се използват психологически тестове: тестовата скала на Холмс и Рахе измерва стресови събития в живота, докато DASS [Скала на депресията и тревожността] съдържа данни за измерване на стреса на базата на собствени наблюдения. Промяната на кръвното налягане може да бъде измерена, за да се провери нивото на стрес. С дигитален термометър може да се оценят промените на температурата на кожата, което може да е сигнал за стрес. Кортизолът е основният хормон, отделян при стрес и измерването му в косата на човек ще покаже информация за 60 до 90 дневното ниво на стрес. Този начин за измерване на стрес е най-популярният метод.

## Видове стрес

### Остър стрес
Острият стрес-това е най-честата форма на стрес сред хората по целия свят.
Острият стрес се причинява от напрежението от близкото бъдеще или нужда от справяне с близкото минало. Все пак понякога не е лошо да има малко от този вид стрес в живота ви. Бягане или всяка друга форма на физически упражнения се счита също за остър стрес. Някои вълнуващи събития, като например возенето на увеселително влакче също се смята за остър стрес, но обикновено в тези случаи, острият стрес е приятен. Острият стрес-това е краткосрочен стрес и, като следствие, не продължава достатъчно време, за да причини вреда, както се случва при дългосрочния стрес.

### Хроничен стрес
Хроничният стрес е по-различен от острия стрес. Той може да се превърне в много сериозен риск за здравето, ако продължава в продължение на дълъг период от време. Хроничният стрес може да доведе до загуба на памет, увреждане на пространственото виждане и намален апетит. Степента на тежест варира от човек на човек, освен това, полът може да бъде основен фактор. Жените са в състояние да понасят по-продължителен стрес, отколкото мъжете, без да показват промени. Мъжете могат да се справят с по-кратък стрес по-добре, отколкото жените, но когато мъжете минат определен праг, вероятността да се развивият психически проблеми, драстично се увеличава.

## На работното място
Стресът на работното място е често срещан по целия свят във всеки бизнес. Управление на стреса се превръща в изключително важно нещо, за да се запази производителността, както и отношенията с колеги и работодатели. За някои служители, промяната в условията на труд облекчава работния стрес. По-малко конкурентната среда между служителите, намалява известно количество стрес. Въпреки това, всеки човек е различен и някои хора, като например харесват напрежението и то ги кара да работят по-добре.
Заплатата може да бъде най-важна за служителите. Заплатата може да повлияе на начина, по който хората работят, защото по този начин, те могат да се стремят към повишение и в резултат, по-висока заплата. Това може да доведе до хроничен стрес.
Културните различния също могат да имат голям ефект върху справянето със стреса. Източно азиатските служители могат да имат различен начин на справяне със стреса от северозападните американски служители например.
За да се справят със стреса на работното място, работодателите могат да предоставят програми за управление на стреса, като терапия, комуникационни програми и по-гъвкав график на работа.